# Barytheriidae
Barytheriidae (лат.) — вымершее семейство хоботных. Один из двух видов семейства, баритерий, первое крупное хоботное, достигал размеров современного азиатского слона, высотой 1,8-2 м в плечах и массой около 2 т. Жили с позднего эоцена по средний олигоцен. Barytheriidae имели 2 пары бивней — как на верхней так и на нижней челюсти.
Ископаемые остатки представителей семейства найдены на территории Африки (Западная Сахара, Ливия, Египет и Оман).

## Классификация
По данным сайта Paleobiology Database, на сентябрь 2023 года в семейство включают 2 вымерших монотипических рода:
- Barytherium Andrews, 1901
  - Barytherium grave Andrews, 1901
- Omanitherium Seiffert et al., 2012
  - Omanitherium dhofarensis Seiffert et al., 2012